# 고려의 공신
고려의 공신은 고려에 대한 공으로 사람들에게 내려주는 관직이다.

## 고려의 개국공신
- 일등공신 : 홍유(洪儒 : 의성 홍씨(義城 洪氏 시조), 배현경(裵玄慶 : 경주 배씨 시조), 신숭겸(申崇謙 : 평산 신씨 시조), 복지겸(卜智謙 : 면천 복씨 시조)
- 이등공신 : 견권(堅權 : 천녕 견씨 시조), 능식(能寔), 권신(權愼), 염상(廉湘 : 파주 염씨 중시조), 김낙(金樂) : 당악 김씨 시조), 연주(連珠 : 전주 연씨 시조), 마난(麻煖 : 영평 마씨 시조)
- 삼등공신 : 기타 2,000명이 책록되었다.[1]

## 삼한벽상공신
홍유(洪儒), 배현경(裵玄慶), 신숭겸(申崇謙), 복지겸(卜智謙), 유금필(庾黔弼), 김선궁(金宣弓), 이총언(李悤言), 김선평(金宣平), 권행(權幸), 장정필(張貞弼), 윤신달(尹莘達), 최준옹(崔俊邕), 문다성(文多省), 이능희(李能希), 이도(李棹), 허선문(許宣文),  원극유(元克猷), 금용식(琴容式), 김훤술(金萱術), 한란(韓蘭), 강궁진(姜弓珍), 손긍훈(孫兢訓), 방계홍(房係弘), 라총례(羅聰禮), 이희목(李希穆), 염형명(廉邢明), 최필달(崔必達), 김홍술(金弘述), 김락(金樂), 이견웅, 이길권(李吉卷)

## 인물
| - 염상 개국 공신 - 강감찬 추충협모안국공신(推忠協謀安國功臣) - 강지연 - 김방경 삼한벽상 추충정난정원공신 선충협모정난정국공신 - 김은부 창국공신(昌國功臣) - 김지서 - 마천린(馬天麟) 수복경성공신(收復京城功臣) 2등, 신축호종공신(辛丑扈從功臣) 1등 - 박수경 - 박수문 - 박술희 개국공신 - 배현경 개국공신 - 신돈 - 신숭겸 개국공신 - 심덕부 - 염제신 - 오연총 - 완풍대군 - 왕식렴 개국공신, 광국익찬공신 - 왕자지 - 왕평달 개국공신, 삼한공신 - 왕희순 - 윤관 추충좌리평융 척지진국공신(推忠佐理平戎 拓地鎭國功臣) - 이공수 - 이금서 삼한공신 - 이색 문충보절찬화공신(文忠保節贊化功臣), 추충보절동덕찬화공신(推忠保節同德贊化功臣) - 이성림 신축호종공신(辛丑扈從功臣) 1등 - 이자겸 양절익명공신(亮節翼命功臣), 익성공신(翼聖功臣), 동덕공신(同德功臣), 추성좌리공신(推誠佐理功臣), 협모안사공신(協謀安社功臣) - 이제현 1320년 단성익찬공신(端誠翊贊功臣), 1325년 추성양절공신(推誠亮節功臣), 1342년 수종공신(隨從功臣) 1등, 1351년 추성양절동덕협의찬화공신(推誠亮節同德協義贊化功臣), 1352년 순성직절동덕찬화공신(純誠直節同德贊化功臣) - 장보지 - 정도전 - 정습명 - 조원길 - 최안도 - 최영 안사공신(安社功臣) - 최우 1228년 오대진국공신(鼇戴鎭國功臣) 1228년 오대진국공신(鼇戴鎭國功臣) - 최원호 - 최충 1050년 추충찬도공신(推忠贊道功臣), 1053년 추충찬도협모동덕치리공신(推忠贊道恊謀同德治理功臣), 1055년 추충찬도좌리동덕홍문의유보정강제공신(推忠贊道佐理同德弘文懿儒保定康濟功臣) - 최충헌 1197년 충성좌리공신(忠誠佐理功臣), 정국공신 - 목인길 - 목충 |

## 공신 목록
- 삼한공신
- 벽상공신
- 삼한벽상공신
- 체협공신